# Presa de Baihetan
La presa de Baihetan es una gran presa hidroeléctrica en el río Jinsha, un tramo superior del río Yangtsé en las provincias de  Sichuan y Yunnan, en el suroeste de China. Es una presa de arco de doble curvatura de 277 m de altura con una elevación de cresta de 827 m y un ancho de 72 m en la base y 13 m en la cresta. Se considera el último gran proyecto hidroeléctrico en China que se completa desde una serie de proyectos que comenzaron con la presa de las Tres Gargantas, la tercera presa más grande de China y la cuarta en el mundo, en términos de volumen.

## Generación de energía
La instalación generará energía mediante la utilización de 16 turbinas, cada una con una capacidad de generación de 1.0 GW, llevando la capacidad de generación a 16.000 MW, electricidad suficiente para satisfacer las demandas de energía de 500.000 personas durante un año. En términos de capacidad de generación, será la segunda central hidroeléctrica más grande del mundo, después de la presa de las Tres Gargantas.

## Construcción
El relevamiento del sitio se realizó en 1992. La presa estaba originalmente programada para construirse entre 2009 y 2018, sin embargo la construcción comenzó en 2017. El embalse comenzó a llenarse en abril de 2021, y la presa inició la generación parcial de electricidad el 28 de junio del mismo año, cuando las dos primeras turbinas del proyecto comenzaron a funcionar. Para julio de 2022, la presa debería estar en pleno funcionamiento. Los expertos han señalado que el período de construcción de 4 años es excepcionalmente rápido para un proyecto de este tipo.